# Manifest de les 343
El Manifest de les 343 (francès: manifeste des 343) va ser una declaració signada per 343 dones admetent haver tingut un avortament, exposant-se llavors a ser processades criminalment. El manifest va aparèixer a la revista francesa Le Nouvel Observateur el 5 d'abril de 1971. També seria conegut com el "Manifest de les 343 putes" (en francès, le manifeste des 343 salopes) o el "Manifest de les 343 prostitutes".

## El text
El text del manifest va ser escrit per Simone de Beauvoir. I en la seva traducció al català seria:
| «                                     | Un milió de dones tenen avortaments cada any a França. Ho fan en condicions perilloses a causa de la clandestinitat, a la qual se les condemna, mentre que aquesta operació, practicada sota control mèdic, és d'allò més simple. El silenci es fa en aquests milions de dones. Declaro que jo sóc una d'elles. Declaro haver avortat. De la mateixa manera que reclamo el lliure accés als mitjans anticonceptius, reclamem l'avortament lliure. | » |
| — Mouvement de Libération des Femmes, | |   |

Una nota a peu de pàgina indicava a més que estaven representades per militants del “Mouvement de Libération des Femmes”, que reclamava avortament lliure i gratuït («parmi les signataires, des militantes du “Mouvement de Libération des Femmes” réclament l'avortement libre et GRATUIT»).
D'entre les 343 signatures, s'hi podien trobar les de dones reconegudes públicament com ara Catherine Arditi, Françoise Arnoul, Florence Asie, Brigitte Auber, Stéphane Audran, Colette Audry, Tina Aumont, Hélène de Beauvoir, Simone de Beauvoir, Cathy Bernheim, Valérie Boisgel, Olga Bost, Claudine Chonez, Iris Clert, Marie Dedieu, Lise Deharme, Christine Delphy, Catherine Deneuve, Dominique Desanti, Marguerite Duras, Françoise d'Eaubonne, Françoise Fabian, Brigitte Fontaine, Antoinette Fouque, Luce Garcia-Ville, Claude Génia, 
Françoise de Gruson, Gisèle Halimi, Katia Kaupp, Bernadette Lafont, Danièle Lebrun, Annie Leclerc, Violette Leduc, Marceline Loridan, Judith Magre, Michèle Manceaux, Geneviève Mnich, Ariane Mnouchkine, Claudine Monteil, Jeanne Moreau, Michèle Moretti, Liane Mozère, Nicole Muchnik, Bulle Ogier, Marie Pillet (mare de Julie Delpy), Marie-France Pisier, Micheline Presle, Marthe Robert, Christiane Rochefort, Yvette Roudy, Françoise Sagan, Delphine Seyrig, Alexandra Stewart, Gaby Sylvia, Nadine Trintignant, Irène Tunc, Agnès Varda, Catherine Varlin, Ursula Vian-Kübler, Marina Vlady, Anne Wiazemsky, Monique Wittig. Simone Iff, aleshores vicepresidenta del Moviment francès per a la planificació familiar (MFPF), es va mobilitzar activament a nivell personal per obtenir el màxim de signatures de celebritats, encara que ella mateixa no signés.

## Impacte
La setmana següent a l'aparició del manifest, la capçalera del diari satíric setmanal Charlie Hebdo duia una il·lustració atacant els polítics homes amb la pregunta "Qui a engrossé les 343 salopes du manifeste sur l'avortement?" ("Qui va deixar embarassades les 343 putes [prostitutes] del manifest de l'avortament?"). Aquesta il·lustració de Cabu va donar al manifest l'origen del seu sobrenom.
Va ser a més la inspiració perquè el 3 de febrer de 1973, sorgís un manifest firmat per 331 doctors declarant el seu suport als drets de l'avortament:
| «                    | Volem llibertat per d'avortament. És una decisió només de la dona. Rebutgem qualsevol entitat que les forci a defensar-se contra l'avortament, perpetuant l'atmosfera de culpabilitat, i que permet que persisteixin els avortaments clandestins... | » |
| — Manifest dels 331, | |   |

Tot plegat va contribuir a l'adopció al desembre de 1974 i gener de 1975, de la "Llei Veil", anomenada així pel ministre de salut Simone Veil, que va derogar la pena per acabar voluntàriament amb l'embaràs durant les primeres deu setmanes (més tard estesa a dotze setmanes).